# ادول، ووژ
ادول (به فرانسوی: Hadol) یک کمون است که در شمال شرقی فرانسه واقع شده‌است. هادول ۴۹٫۰۵ کیلومتر مربع مساحت دارد ۵۰۰ متر بالاتر از سطح دریا واقع شده‌است.